# Telamonia sponsa
Telamonia sponsa là một loài nhện trong họ Salticidae.
Loài này thuộc chi Telamonia. Telamonia sponsa được Eugène Simon miêu tả năm 1902.